# Mass Media Stars
Mass-Media Stars è un album degli Acqua Fragile, pubblicato dalla Dischi Ricordi nel dicembre del 1974.

## Tracce
Testi di Bernardo Lanzetti, musiche di Piero Canavera
Lato A
1. Cosmic Mind Affair – 7:19
2. Bar Gazing – 5:06
3. Mass-Media Stars – 6:53

Durata totale: 19:18
Lato B
1. Opening Act – 5:40
2. Professor – 6:49
3. Coffee Song – 5:56

Durata totale: 18:25

## Musicisti
- Bernardo Lanzetti - voce, chitarra elettrica, chitarra acustica a sei e otto corde
- Gino Campanini - chitarra elettrica, chitarra acustica, mandolino, voce
- Maurizio Mori - tastiere
- Franz Dondi - basso
- Piero Canavera - batteria, percussioni, chitarra acustica, voce

Note aggiuntive
- Claudio Fabi - pianoforte (brano: Opening Act), produttore
- Premiata Forneria Marconi - produttori
- Gaetano Ria - tecnico del suono

## Plagio
Nel 2018 Bernardo Lanzetti e gli Acqua Fragile hanno accusato di plagio il rapper Busta Rhymes poiché in Genesis, il brano che dà il titolo al suo album del 2001, ha utilizzato un campionamento di Cosmic mind affair, tratto da Mass Media Stars, senza dichiararlo e anzi firmandolo a proprio nome. Lanzetti e il gruppo decidono di portare avanti la causa; l'utilizzo del campione è di circa 20,09 secondi e viene ripetuto per 4 volte all’interno di Genesis per una percentuale di utilizzo del 35% circa sul totale della durata del brano. Inoltre nell'album del rapper scompare anche il nome del produttore originale di Cosmic mind affair, Claudio Fabi, perché nei crediti è riportato in questo ruolo J Dilla. Poiché dopo anni di trattative la situazione non è stata risolta con il riconoscimento, Lanzetti e la band hanno deciso di passare alle vie legali.